# Патруль (фільм)
«Патруль» (англ. End of Watch, дослівно укр. Кінець чергування) — американський драматичний трилер режисера Девіда Еєра (був також сценаристом і продюсером), що вийшов 2012 року. У головних ролях Джейк Джилленгол, Майкл Пенья, Анна Кендрік.
Продюсером стрічки також були Метт Джексон, Джон Лешер і Найджел Сінклер. Вперше фільм продемонстрували 8 вересня 2012 року у Канаді на Міжнародному кінофестивалі у Торонто.
В Україні у кінопрокаті фільм показали 20 вересня 2012 року. Переклад та озвучення українською мовою зроблено студією «Так Треба Продакшн» на замовлення телекомпанії ICTV у 2013 році.

## Сюжет
Колишній морський піхотинець Браян Тейлор працює поліцейським у Лос Анджелесі. Разом зі своїм напарником Майком Завалою вони патрулюють вулиці міста. На неспокійних вулицях ініцітива переходить від чорношкірих до картелю, напруга зростає, а поліцейські сміливо вбивають бандитів. Проте такий натиск не сподобався босам картелю, тому вони замовили вбивство поліцейських.

## У ролях
| Актор            | Персонаж                          | Роль                                         |
| ---------------- | --------------------------------- | -------------------------------------------- |
| Джейк Джилленгол | Браян Тейлор (англ. Brian Taylor) | офіцер поліцейського відділку Лос-Анджелеса  |
| Майкл Пенья      | Майк Завала (англ. Mike Zavala)   | офіцер поліцейського відділку Лос-Анджелеса  |
| Анна Кендрік     | Джанет (англ. Janet)              | подруга Браяна Тейлора                       |
| Наталі Мартінез  | Ґеббі (англ. Gabby)               | дружина Майка Завали                         |
| Девід Гарбор     | Ван Хаузер (англ. Van Hauser)     | офіцер поліцейського відділку Лос-Анджелеса  |
| Френк Ґрілло     | Сержант (англ. Sergeant)          | сержант поліцейського відділку Лос-Анджелеса |
| Америка Феррера  | Ороско (англ. Orozco)             | офіцер поліцейського відділку Лос-Анджелеса  |

## Сприйняття

### Критика
Фільм отримав позитивні відгуки: Rotten Tomatoes дав оцінку 85% на основі 168 відгуків від критиків (середня оцінка 7,1/10) і 86% від глядачів із середньою оцінкою 4,1/5 (76,272 голоси). Загалом на сайті фільми має позитивний рейтинг, фільму зарахований «стиглий помідор» від кінокритиків і «попкорн» від глядачів, Internet Movie Database — 7,6/10 (113 448 голосів), Metacritic — 68/100 (37 відгуків критиків) і 7,7/10 від глядачів (218 голосів). Загалом на цьому ресурсі від критиків і від глядачів фільм отримав позитивні відгуки.

### Касові збори
Під час показу у США, що почався 21 вересня 2012 року, протягом першого тижня фільм був показаний у 2,730 кінотеатрах і зібрав 13,152,683 $, що на той час дозволило йому зайняти 1 місце серед усіх прем'єр. Показ протривав 119 днів (17 тижнів) і завершився 17 січня 2013 року. За цей час фільм зібрав у прокаті у США 41,003,371 $, а у решті світі — 7,123,013 $ (за іншими даними 12,037,903 $), тобто 48,126,384 $ загалом (за іншими даними 53,041,274 $) при бюджеті 7 млн $. Від продажу відео-дисків було виручено 24,507,965 $.
Під час показу в Україні, що стартував 20 вересня 2012 року, протягом першого тижня фільм був показаний у 37 кінотеатрах і зібрав 37,893 $, що на той час дозволило йому зайняти 4 місце серед усіх прем'єр. Загалом стрічка зібрала в Україні 62,680 $. Із цим показником стрічка зайняла 109 місце у кінопрокаті за касовими зборами в Україні.

### Нагороди і номінації[11]
| Рік  | Нагорода                          | Категорія                            | Номінант                           | Результат |
| ---- | --------------------------------- | ------------------------------------ | ---------------------------------- | --------- |
| 2012 | Кінофестиваль у Лондоні           | Найкращий фільм                      | Девід Еєр                          | Номінація |
| 2012 | Національна рада кінокритиків США | Десять незалежних фільмів            | стрічка                            | Перемога  |
| 2013 | Кінонагорода «Вибір критиків»     | Найкращий актор у бойовику           | Джейк Джилленгол                   | Номінація |
| 2013 | Golden Trailer Awards             | Найкращий незалежний ТВ-ролик        | Open Road Films, Aspect Ratio      | Перемога  |
| 2013 | Golden Trailer Awards             | Найкращий бойовик                    | Open Road Films, Ignition Creative | Номінація |
| 2013 | Golden Trailer Awards             | Найкращий іноземний трейлер бойовика | Tobis Film                         | Номінація |
| 2013 | Незалежний дух                    | Найкращий актор другого плану        | Майкл Пенья                        | Номінація |
| 2013 | Незалежний дух                    | Найкраща операторська робота         | Роман Вас'янов                     | Номінація |
| 2013 | MTV Movie Awards                  | Найкращий латинський актор           | Майкл Пенья                        | Номінація |
| 2013 | Премія «Вибір народу»             | Улюблений актор драматичного фільму  | Джейк Джилленгол                   | Номінація |